# Bílina

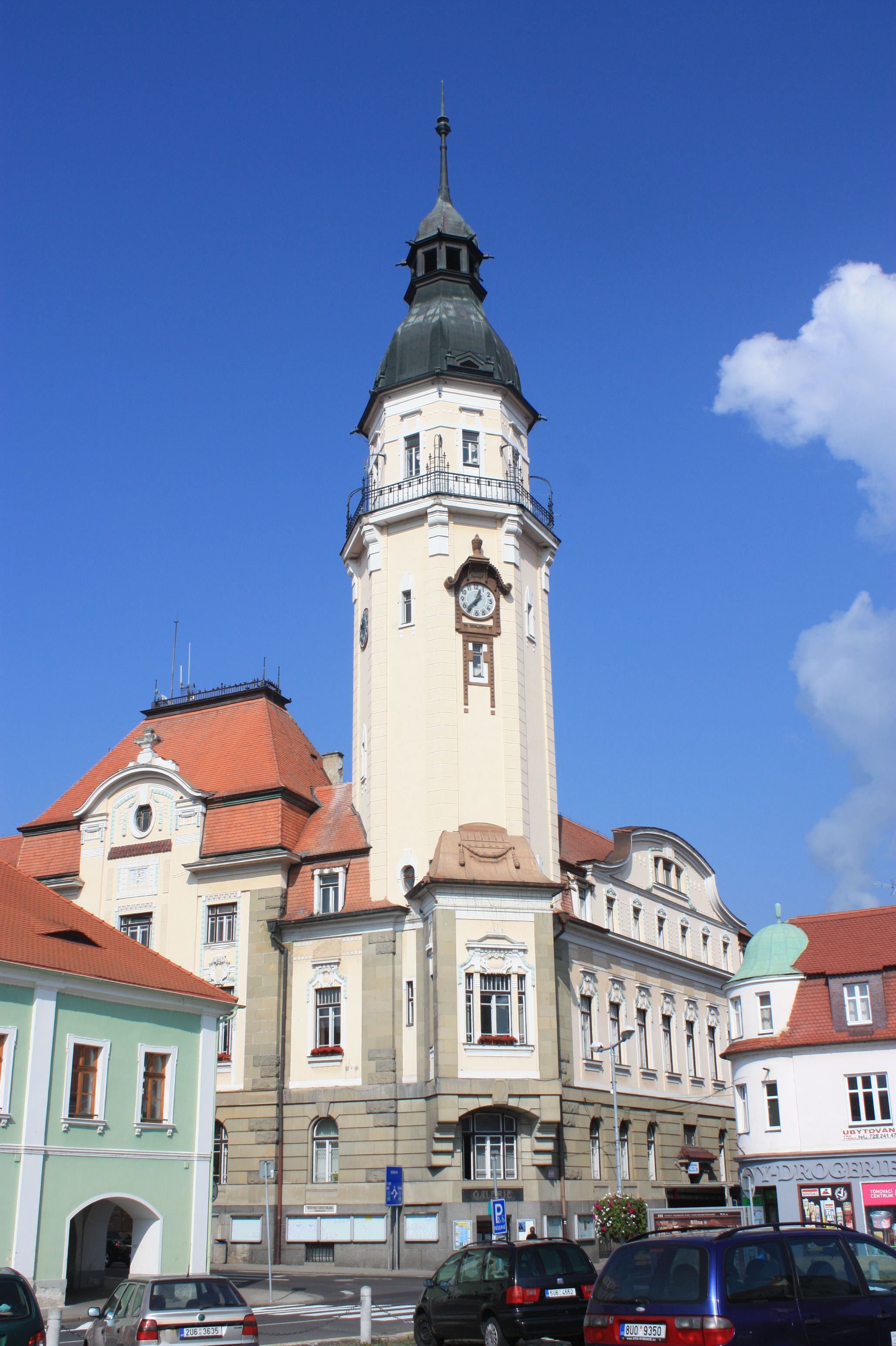
Ayuntamiento de Bilina

Bílina (en alemán, Bilin) es una ciudad del distrito de Teplice, en la región de Ústí nad Labem, República Checa. Por ella pasa el río homónimo. Es conocida por ser ciudad balneario, spa, fuente de aguas termales, la Bílinská Kyselka (Biliner Sauerbrunn en alemán).  De 1938 a 1945 fue municipio de los Sudetes, región alemana.

## Localización
La histórica ciudad de Bílina se encuentra en el valle del río Bílina, en el borde del macizo central bohemio, junto a las montañas Ore. A medio camino de las ciudades de Teplice y Most. Al sur, las montañas Bořeň.

## Historia
El nombre procede del adjetivo blanco (bílý; bielý). El término Bielina representa 'blanco'.
La primera mención escrita data del año 993, en las "Crónicas bohemias". En la primera mitad del siglo XIII, Ojíř de Friedberk construyó un nuevo castillo para defender la ciudad. En la Alta Edad Media los colonos alemanes ocuparon los bordes de Bohemia. Se rigieron por las leyes alemanas para los pueblos. Los alemanes fueron desde entonces la población mayoritaria hasta su expulsión en 1945. En los años 1420 el pueblo de Bílina cayó en manos de Albrecht de Koldice, conocido por su aversión a los husitas. Estos, con Jakoubek de Vřesovice recuperaron la ciudad  para la casa Koldice en 1436. Después de 1502 la casa de Lobkowitz se hizo Bílina. Y a ellos volvió en 1989, una vez caído el régimen comunista. 

## Las fuentes de aguas mineral Bílinská Kyselka y el Balneario Spa
En 1702 la princesa Leonor de Schwarzenberg de la Casa Lobkowitz limpió las fuentes de agua mineral y comenzaron a llegar las primeras vistas al spa. A fines del XIX el spa Biliner Sauerbrunn (aguas carbonatadas de Bílina) era el orgullo de la ciudad. Se conocía a Bílina como la "Vichy de Alemania". Producía laxantes y pastillas digestivas que se exportaban al mundo entero. Las descripciones científicas de las propiedades de las aguas minerales y los tratamientos médicos han sido objeto de estudios, entre ellos los de Franz Ambrosius Reuss, August Emanuel von Reuss y Josef von Löschner. Existe en el centro del parque un memorial dedicado a los Reuss, padre e hijo. 
En 1878 se construyó un gran balneario spa en estilo neo Renacentista, según diseño del arquitecto Franz Sablick. El templete de "Josephs Quelle" se hizo muy popular junto con el café del bosque y el pabellón de madera de estilo suizo. En 1889 se exportaron 2,225,000 botellas de agua mineral Bílinská Kyselka, la mayor parte a Alemania.

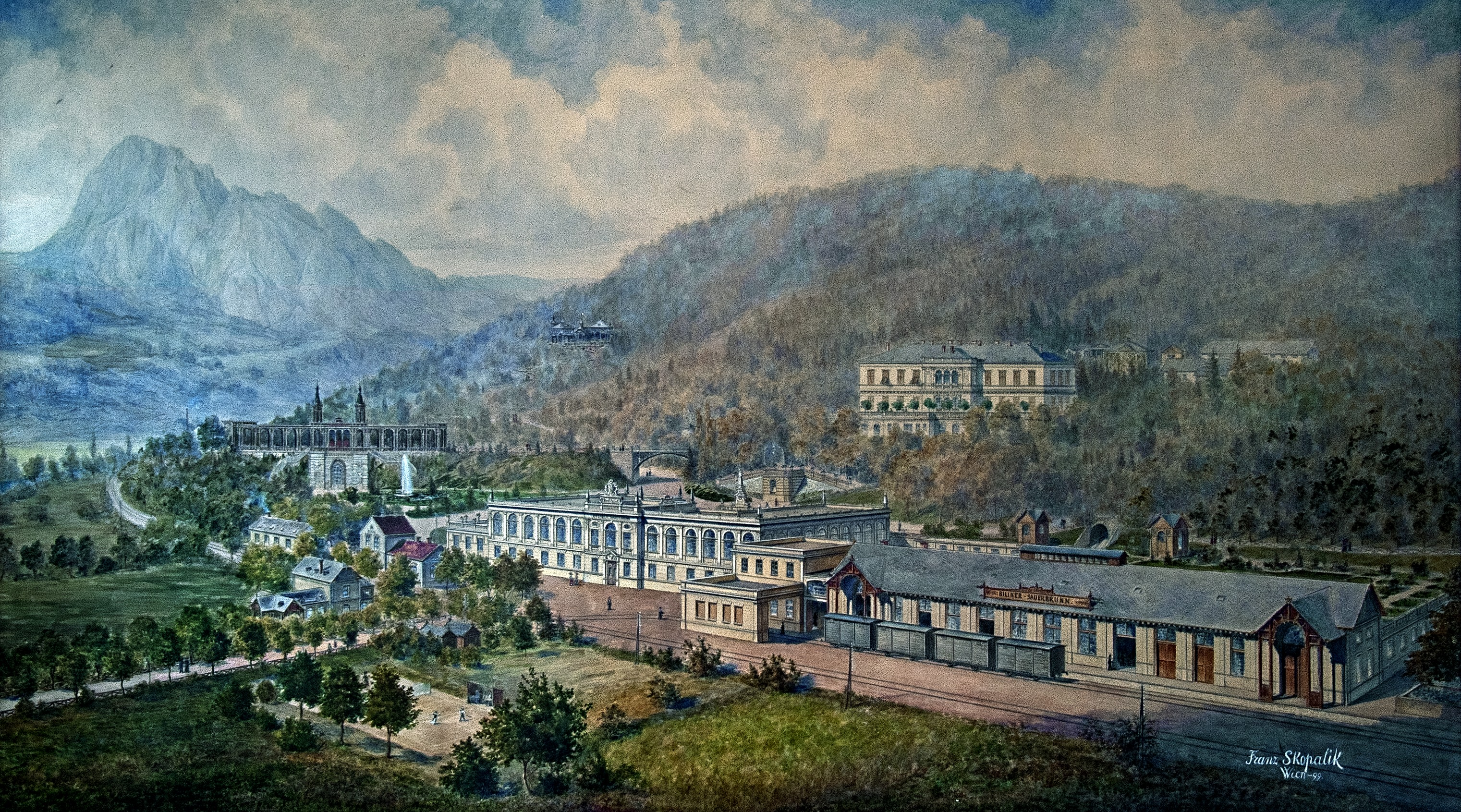
Biliner Sauerbrunn, Franz Skopalik Viena 1899

Cuando terminó el régimen comunista en 1989, la casa Lobkowitz recuperó parte de sus propiedades, incluyendo el Spa de Bílinská Kyselka, que terminó por venderse a una compañía privada.

## Lugares de interés

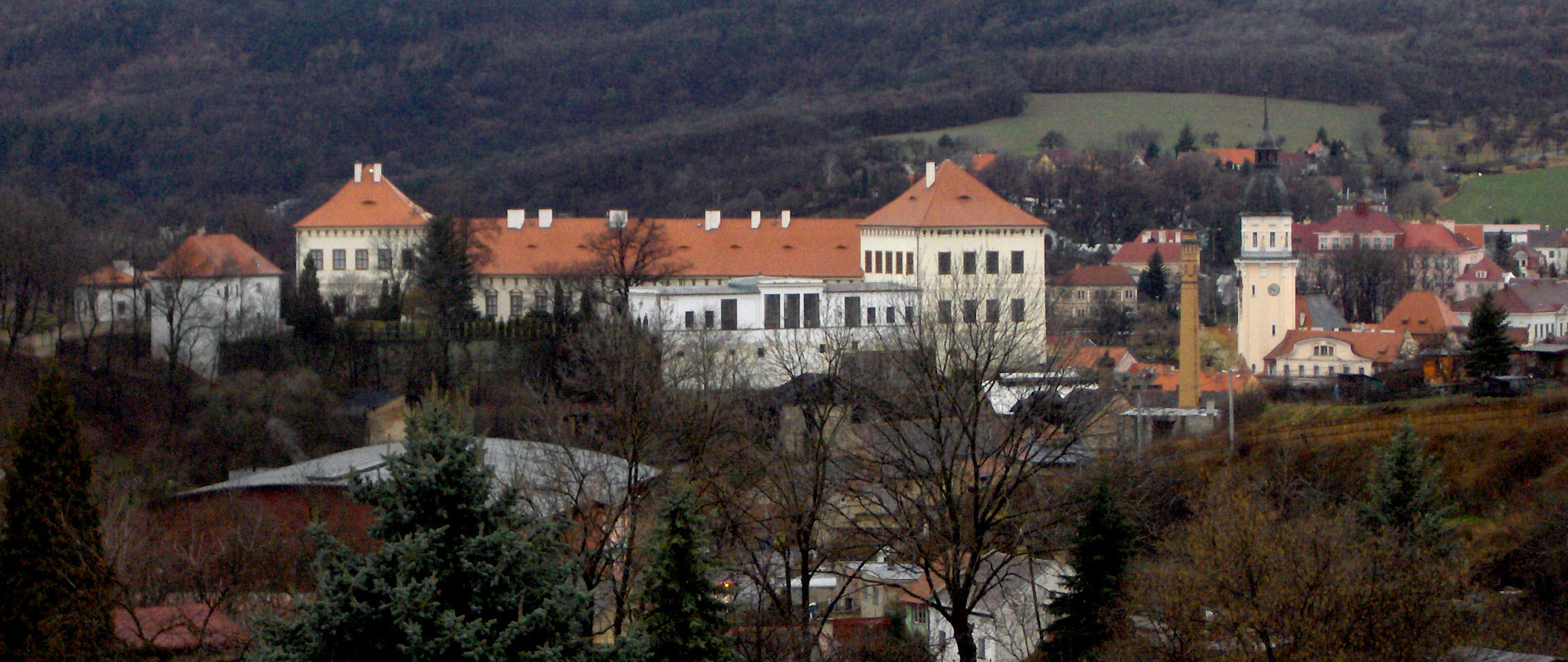
Castillo y torre del ayuntamiento

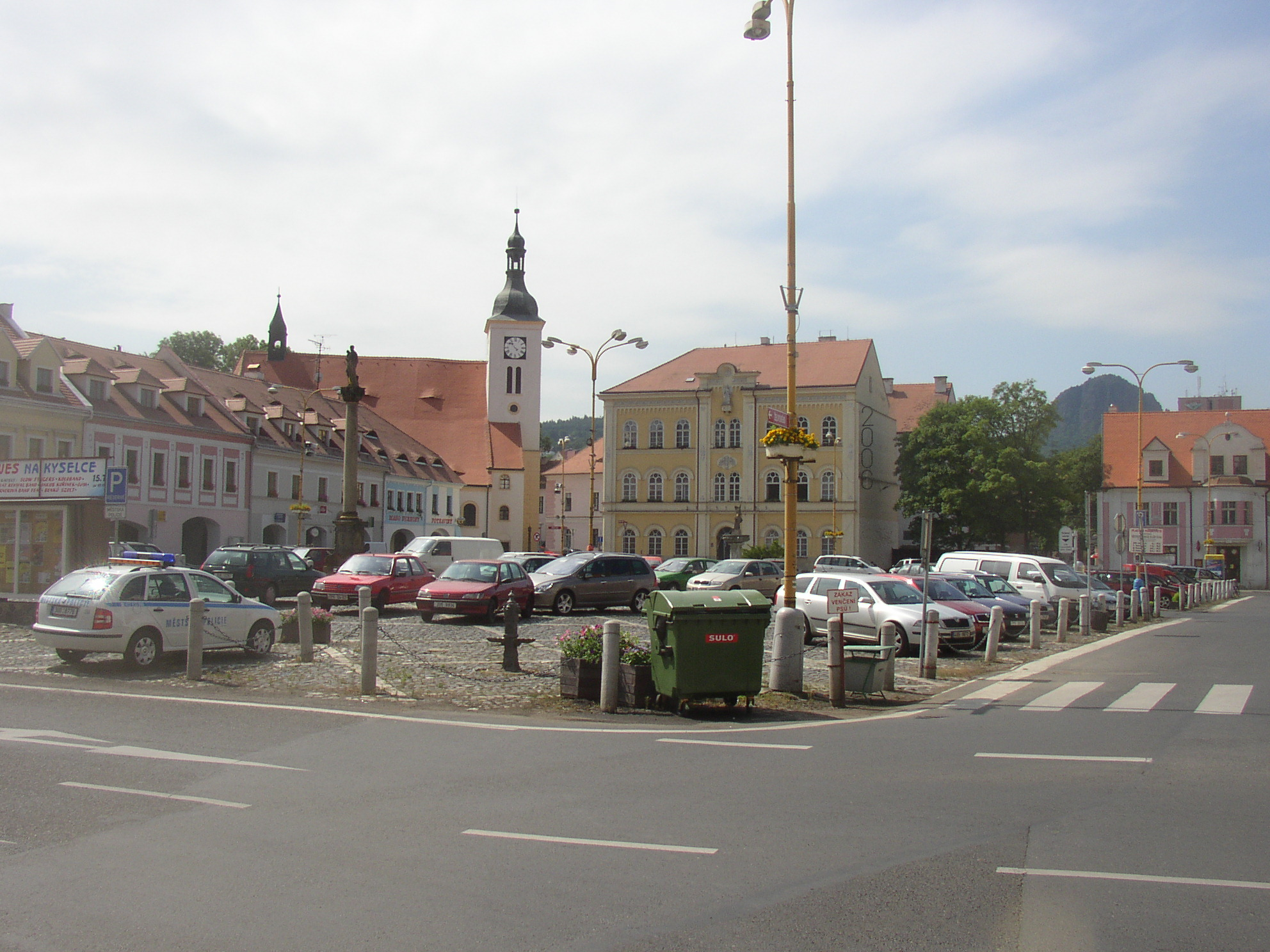
Plaza de la Paz, con la Iglesia de San Pedro y San Pablo al fondo

- Castillo Lobkovic - construido en los años 1675-1682 en el lugar del antiguo castillo gótico.
- El bastión husita - resto de las antiguas murallas.
- El Ayuntamiento - edificio hecho en estilo art nouveau de los comienzos del siglo XX, orgullo de la ciudad.
- Bílinská Kyselka Spa - un complejo spa que comprende el balneario, cafés y un anfiteatro hecho en plena naturaleza boscosa.
- Bořeň - gran montaña de fonolita que domina la ciudad y alrededores.
- LA iglesia de San Pedro y San Pablo, monumento histórico.

## Cultura y deporte
La ciudad tiene un moderno estadio. Con el nuevo siglo se hizo un pabellón de hockey sobre hielo. La piscina data de 1931.

## Ciudades hermanas
Bílina está hermanada con
- Biłgoraj en Polania
- Sæby en Dinamarca
- Alès en Francia